# Geotempesta
Geotempesta (títol original en anglès, Geostorm) és una pel·lícula dels Estats Units de ciència-ficció produïda i dirigida per Dean Devlin. És protagonitzada per Gerard Butler, Abbie Cornish, Alexandra Maria Lara, Jim Sturgess, Eugenio Derbez, Amr Waked, Ed Harris i Andy García. S'ha doblat i subtitulat al català.

## Sinopsi
El 209 una successió de catàstrofes naturals deixa el planeta assolat. Una vintena de països, entre ells els més rics i avançats tecnològicament, decideixen unir-se i construir un dispositiu de satèl·lits per regular el clima. Aquest dispositiu és batejat Dutch Boy, i són els Estats Units qui el controlen. El seu control operacional té lloc a l'estació espacial internacional, engrandida i dotada d'efectius humans importants, que permet controlar les canícules i tempestes. La humanitat queda així protegida, però quan el control es transfereix a la comunitat internacional, descobreixen un poble totalment glaçat enmig de l'Afganistan, després una explosió de gas colpeja Hong Kong després d'un augment elevat de la temperatura. Això fa pensar en un ús no correcte del dispositiu, que s'ha transformat en una arma, i que si no s'atura, podria provocar una tempesta d'envergadura mundial: una geotempesta.